# Булаич, Жарко
Жарко Булаич (сербохорв. Жарко Булајић / Žarko Bulajić; 22 июля 1922, Вилуси, Королевство сербов, хорватов и словенцев — 1 января 2009, Белград, Сербия) — югославский учёный и политический деятель, председатель Исполнительного Вече Черногории (1969—1974).

## Биография
Родился 22 июля 1922 года в Вилусях (около Никшича, ныне Черногория). Окончил юридический факультет в Институте социальных наук. Защитил кандидатскую диссертацию по теме: «Аграрные отношения в Черногории 1876—1912 гг.». Участник Народно-освободительной войны Югославии с 1941 года. Член Коммунистической партии Югославии с 1941 года.
В послевоенное время занимался научной и преподавательской работой. Главный редактор издательства «Рад», помощник декана экономического факультета Белградского университета (с 1960 года профессор экономики), доцент сельскохозяйственного факультета Белградского университета. Являлся членом Совета нескольких научных институтов и издательских компаний, Председателем Административного совета Института экономических исследований Черногории, членом и секретарём Университетского комитета Союза коммунистов в Сербии, членом Белградского городского комитета Союза коммунистов, членом Городской конференции Союза коммунистов Сербии.
С 7 октября 1969 по 6 мая 1974 годы — председатель Исполнительного вече Социалистической Республики Черногории. Лауреат Премии Антифашистского вече народного освобождения Югославии 1983 года.
Был награждён памятной Партизанской медалью 1941 года и другими югославскими наградами.